# Brudnów Czwarty
Brudnów Czwarty – osada w Polsce położona w województwie łódzkim, w powiecie poddębickim, w gminie Dalików.
Powstała z dniem 1 stycznia 2009 w wyniku odłączenia od wsi Dąbrówka Woźnicka, której była częścią.